# Hayashima
Hayashima (japanska: 早島町?, Hayashima-chō) är en landskommun (köping) i Okayama prefektur i Japan.  
Det är till ytan den minsta kommunen i Okayama prefektur.